# Kabra
Kabra est une localité située dans le département de Bousséra de la province du Poni dans la région Sud-Ouest au Burkina Faso.

## Santé et éducation
Le centre de soins le plus proche de Kabra est le centre de santé et de promotion sociale (CSPS) de Bousséra, tandis que le centre médical avec antenne chirurgicale (CMA) de la province se trouve à Gaoua.